# Chilly Beach
Chilly Beach è una serie televisiva animata canadese del 2003, creata Daniel Hawes e Doug Sinclair.
La serie è una rappresentazione comica della vita nella città immaginaria canadese di Chilly Beach. La serie è stata trasmessa per la prima volta in Canada su CBC dal 3 settembre 2003 al 2008, per un totale di 65 episodi ripartiti su tre stagioni.
Un lungometraggio intitolato Chilly Beach: The World Is Hot Enough è stato mostrato al Cinéfest nel settembre 2005 ed è stato distribuito in DVD il 4 febbraio 2008. Un secondo film intitolato Chilly Beach: The Canadian President è stato prodotto nel 2008.

## Trama
La serie è una rappresentazione satirica della vita cittadina canadese nella fittizia Chilly Beach, una piccola località situata su un grande iceberg.

## Episodi
| Stagione         | Episodi | Prima TV originale | Prima TV Italia |
| ---------------- | ------- | ------------------ | --------------- |
| Prima stagione   | 26      | 2003-2004          | inedita         |
| Seconda stagione | 26      | 2004-2005          | inedita         |
| Terza stagione   | 13      | 2006               | inedita         |

## Personaggi e doppiatori

### Personaggi principali
- Dale MacDonald, doppiato da Steve Ashton.
- Frank Shackleford, doppiato da Todd Peterson.

### Personaggi ricorrenti
- Jacques LaRock, doppiato da Rob Smith.
- April June, doppiata da Samantha Espie.
- Angus MacAuger.
- Katherine Hilderbrand, doppiata da Mary Lawliss.
- Abby Hilderbrand, doppiata da Emily Tait.
- Constable Al, doppiato da Damon D'Oliveira.
- Michel Mabuis, doppiato da Jacqueline Pillon.
- Orso polare.

### Personaggi secondari
- Antoine DelVecchio, doppiato da Joe Flaherty.
- Lucretia Marinara, doppiata da Andrea Martin.
- Panic Man.
- Presidente, doppiato da William Shatner.
- Dave Macdonald.